# Сальпетриер
Сальпетрие́р, или Питье́-Сальпетрие́р (фр. hôpital de la Salpêtrière, Pitié-Salpêtrière) — старинная больница в Париже, в 13-м городском округе. Основана в 1656 году; название унаследовала от пороховой фабрики, на месте которой была выстроена (фр. salpêtrière — «склад селитры»). В 1964 году к ней была присоединена другая парижская больница — Питье. С Сальпетриером связана деятельность таких известных врачей и психиатров, как Филипп Пинель, Жан-Этьен Доминик Эскироль, Бенджамин Болл, Жюль Байярже, Жан-Мартен Шарко, Зигмунд Фрейд и др. В настоящее время Сальпетриер-Питье представляет собой университетский больничный комплекс, занимающий обширную территорию площадью 33 га.

## История

### Старый порядок

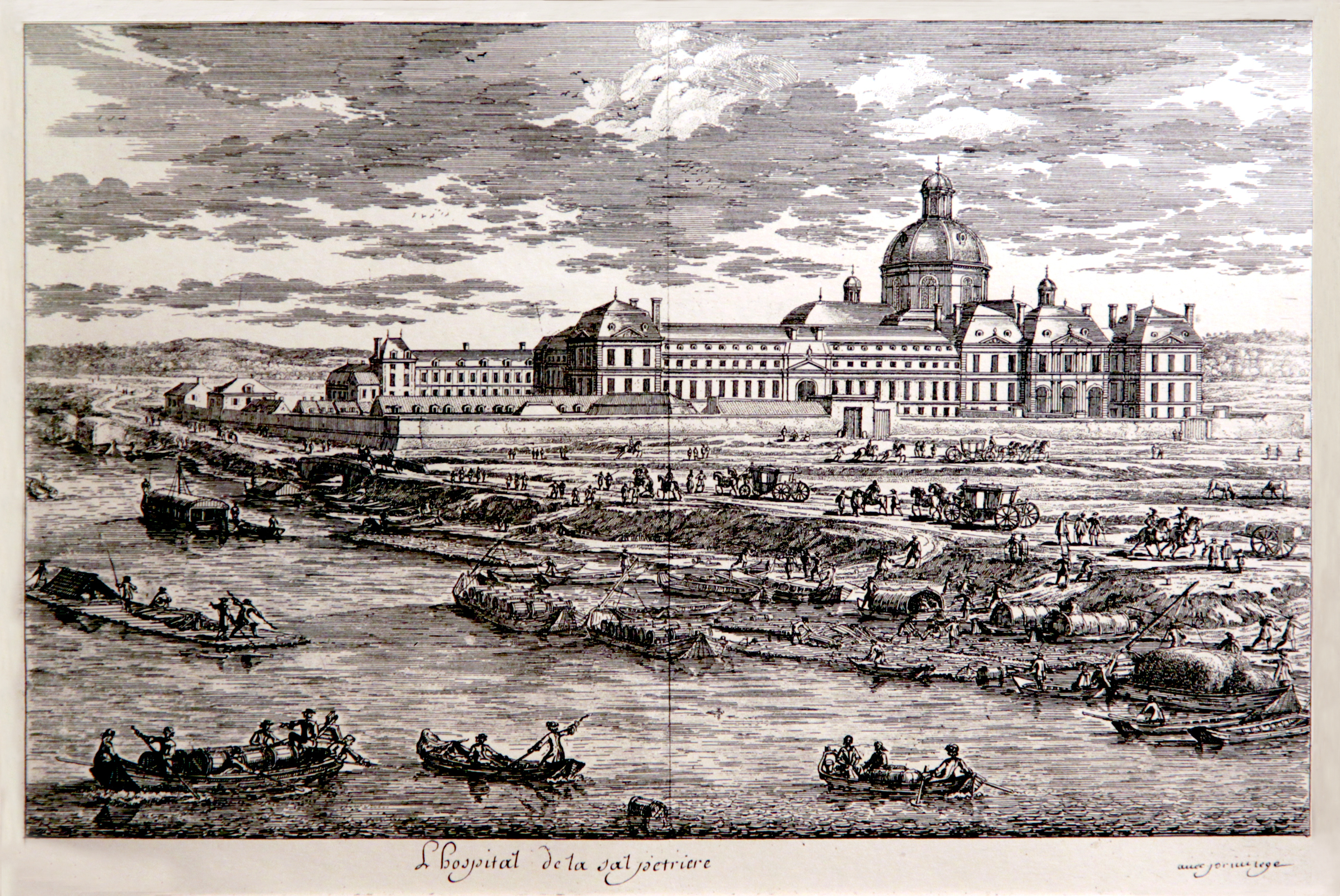
Сальпетриер. Гравюра Адама Переля. Ок. 1660

Создавалась начиная с 1656 года по распоряжению Людовика XIV, как богадельня (больница для обездоленных). В королевском эдикте говорилось: «Мы хотим и повелеваем, чтобы нищие бедняки, здоровые или больные, обоего пола, были заключены в больницу и использовались бы на мануфактурах, а также других работах по усмотрению властей». Наряду с другими учреждениями она была включена в состав Общего госпиталя (L’Hôpital général de Paris). Мишель Фуко считал, что Общий госпиталь, который непосредственно подчинён королю и неподвластен церкви, не является медицинским учреждением:
Это скорее некая полуюридическая структура, своего рода административная единица, которая существует в ряду прежних органов власти и способна сама, не прибегая к помощи суда, выносить решения и приговоры и сама же исполнять их.
В своей работе «История безумия в классическую эпоху» Фуко писал, что основание в 1656 году Общего госпиталя было началом всеевропейского процесса изоляции «лишних людей» (маргиналов, бедняков, безумных и т. д.), который он называет «Великим заключением» (фр. Le grand renfermement).
С 1684 года к ней пристроили тюрьму для проституток. По переписи 1690 года в Сальпетриере числится более 3000 человек. Накануне революционного 1789 года это уже была самая крупная богадельня в мире, дававшая приют 10 000 человек и содержавшая 300 арестанток.
Медик и литератор Этьен Паризе (1770—1847) позже описывал неприглядную картину функционирования больницы в тот период следующим образом:
Здание было совершенно непригодно для жилья. Заключённые, скорченные и покрытые грязью, сидели в каменных карцерах, узких, холодных, сырых, лишённых света и воздуха; ужасные конуры, куда не хватило бы духа запереть самое отвратительное животное! Умалишённые, которые помещались в эти клоаки, отдавались на произвол сторожей, а сторожа эти набирались из арестантов. Женщины, часто совершенно голые, сидели закованные цепями в подвалах, которые наполнялись крысами во время поднятия уровня воды в Сене.

### Эпоха Великой Французской революции
18 августа 1792 года Национальный конвент объявил «все религиозные корпорации и гражданские конгрегации мужчин и женщин, духовные и светские» распущенными. Однако большая часть французских больных содержалась религиозными орденами или, как Сальпетриер, — светскими организациями, построенными по квазимонастырской модели, поэтому декрет добавлял: «Тем не менее в больницах и домах призрения те же люди продолжат уход за больными и лечение больных в индивидуальном порядке под наблюдением муниципального и административного персонала вплоть до окончательной организации, которую Совет по помощи незамедлительно представит Национальному собранию». После того как функция фактически места заключения была снята с лечебницы, она получила в 1793 году название «Национального дома женщин» и оставалась таковым до 1823 года.

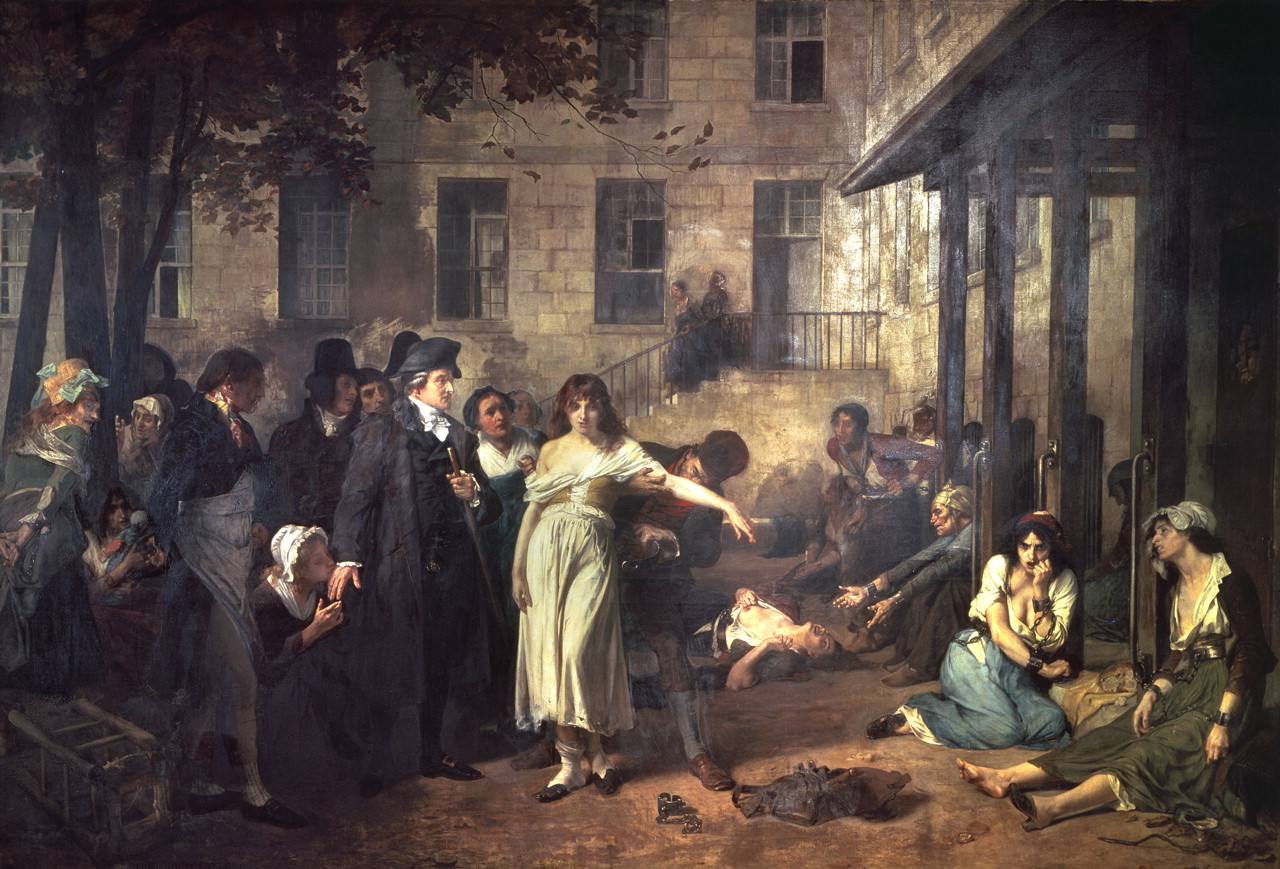
Картина Робера-Флёри «Доктор Филипп Пинель освобождает от оков психически больных в больнице Сальпетриер в 1795 году»

В апреле 1792 года по одним данным — в Бисетре, по другим — в Сальпетриере были произведены опыты на трупах, доставленных из дирекции госпиталей, по отсечению головы гильотиной, с целью её последующего применения при проведении казней. 4 сентября 1792 года толпа расправилась там над 35 женщинами. С 1796 года в больницу стали помещать душевнобольных. Важное место в истории развития больницы и психиатрии занимает деятельность Филиппа Пинеля, направленная на гуманную реорганизацию режима содержания и лечения психически больных и превращение фактически места заключения и изоляции в собственно медицинское учреждение. Его ненасильственный подход к уходу за психически больными получил название «моральное лечение». 25 августа 1793 года Пинель был назначен на должность главного врача больницы Бисетр, предназначенной для содержания престарелых инвалидов и психических больных, где он инициировал и добился разрешения на снятие цепей с душевнобольных и внедрил в практику содержания душевнобольных — больничного режима, врачебных обходов, лечебных процедур, трудотерапии, подбор соответствующего персонала. 13 мая 1795 года, после назначения его старшим врачом в госпиталь Сальпетриер, он провёл реформы, аналогичные его реформам в Бисетре. По словам самого Пинеля, изменения, которые произошли в деятельности больницы, были видны всем посетителям: «Знаменитые путешественники, заглядывавшие из любопытства в Сальпетриер, тщательно осмотрев больницу и найдя повсюду порядок и тишину, спрашивали с удивлением: а где же помешанные? Эти иностранцы не знали, что подобным вопросом они выражали самую высшую похвалу учреждению».
По словам психиатра Ю. С. Савенко, психиатрия состоялась как наука и научная практика лишь после реформы Пинеля — после снятия с больных цепей и устранения полицейского чина в качестве начальника больницы. В Сальпетриере Пинель продолжил свои клинические наблюдения, которые были использованы в его известном «Трактате о мании» (1801). Он внёс значительный вклад в классификацию психических расстройств и был признан как «отец современной психиатрии». Влияние его идей на развитие психиатрии было столь велико, что в специальной литературе принято говорить об «эпохе Пинеля». Умер Пинель от воспаления лёгких 26 октября 1826 года в Сальпетриере. В 1885 году перед центральным входом в больницу Сальпетриер установлен его памятник (скульптор Л. Дюран).

### XIX век
Декретом от 27 марта 1802 года Общий совет больниц и приютов департамента Сены, основанный в 1801 году Жаном-Антуаном Шапталем, постановил перевести в Сальпетриер женщин-душевнобольных, ранее содержавшихся в парижской лечебнице Отель-Дьё.
В 1811 году врачом-ординатором Сальпетриера по рекомендации Пинеля был назначен Жан-Этьен Доминик Эскироль, французский психиатр, автор первого научного руководства по психиатрии, реформатор психиатрии. С 1817 года Эскироль приступает к чтению курса клинической психиатрии, который он ведёт до конца своей жизни. Его демонстрации больных, лекции и обходы скоро приобретают известность за пределами Франции, а Сальпетриер становится европейским центром невропсихиатрической мысли. В этот период Сальпетриер занимал площадь в 31 га, на которых расположились 45 отдельных зданий. В больнице постоянно находились около 6 тысяч пациентов.

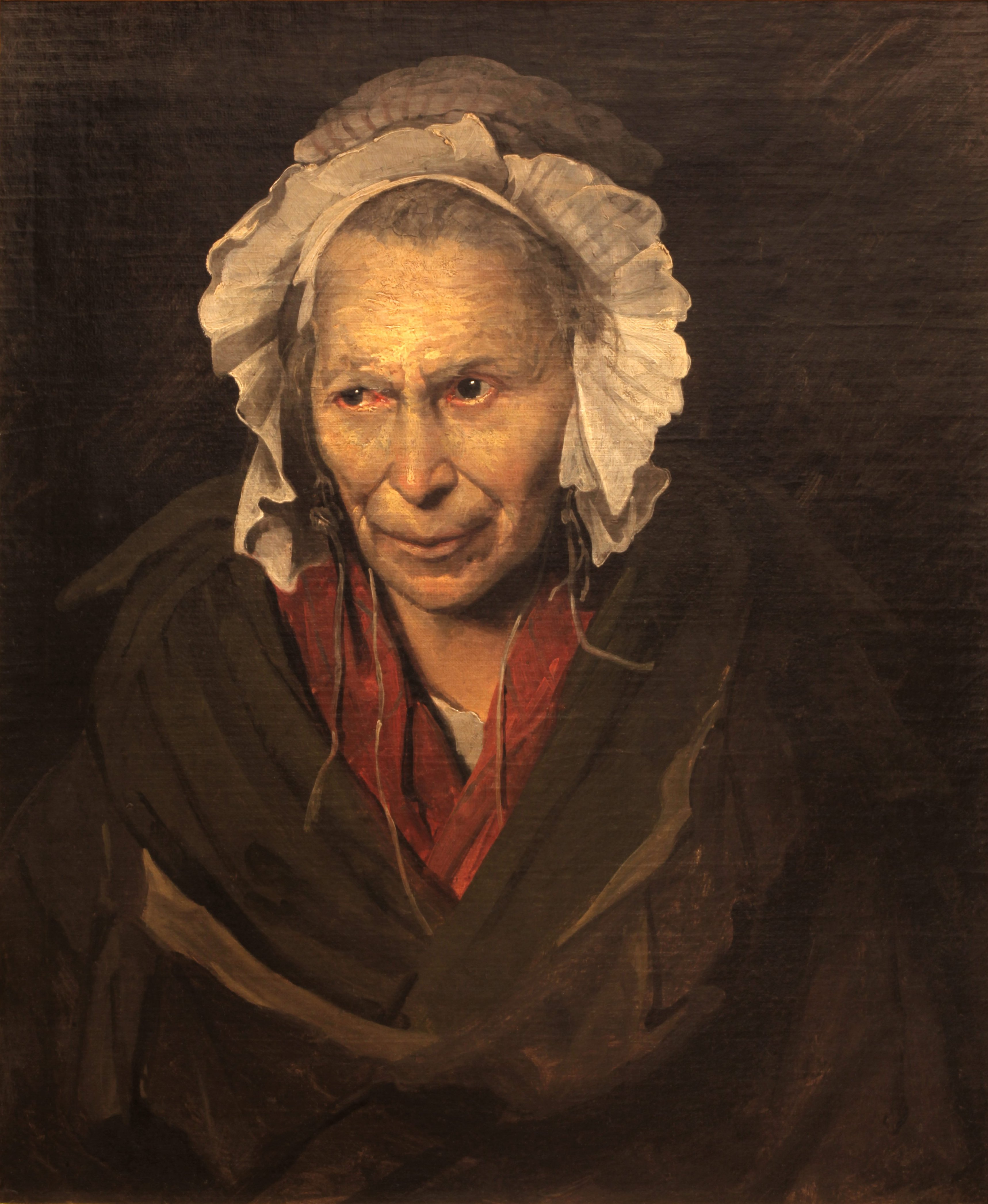
Т. Жерико «Сумасшедшая старуха. Портрет одержимой завистью» («Гиена Сальпетриера»)

В 1820 году Этьен Жорже, ученик и помощник Ф. Пинеля и ассистент Эскироля, написал доклад «О вскрытии тел душевнобольных», где рассмотрел 300 вскрытий тел психически больных Сальпетриер. Доклад положил начало дискуссии об органических и душевных причинах психических расстройств. Э. Жорже заказал художнику Теодору Жерико нарисовать серию портретов душевнобольных, чтобы его студенты могли изучать черты лица мономанов. Термин был введён Эскиролем, который обозначал мономанией единичные психические расстройства у людей, чьё психическое здоровье в целом было сохранно. Между 1821 и 1824 Жерико создал 10 картин психически больных.
Во второй половине XIX века в отделении душевнобольных работал доктор Жан-Мартен Шарко, основоположник современной клинической неврологии, применивший для их лечения новаторскую методику контрастного душа.

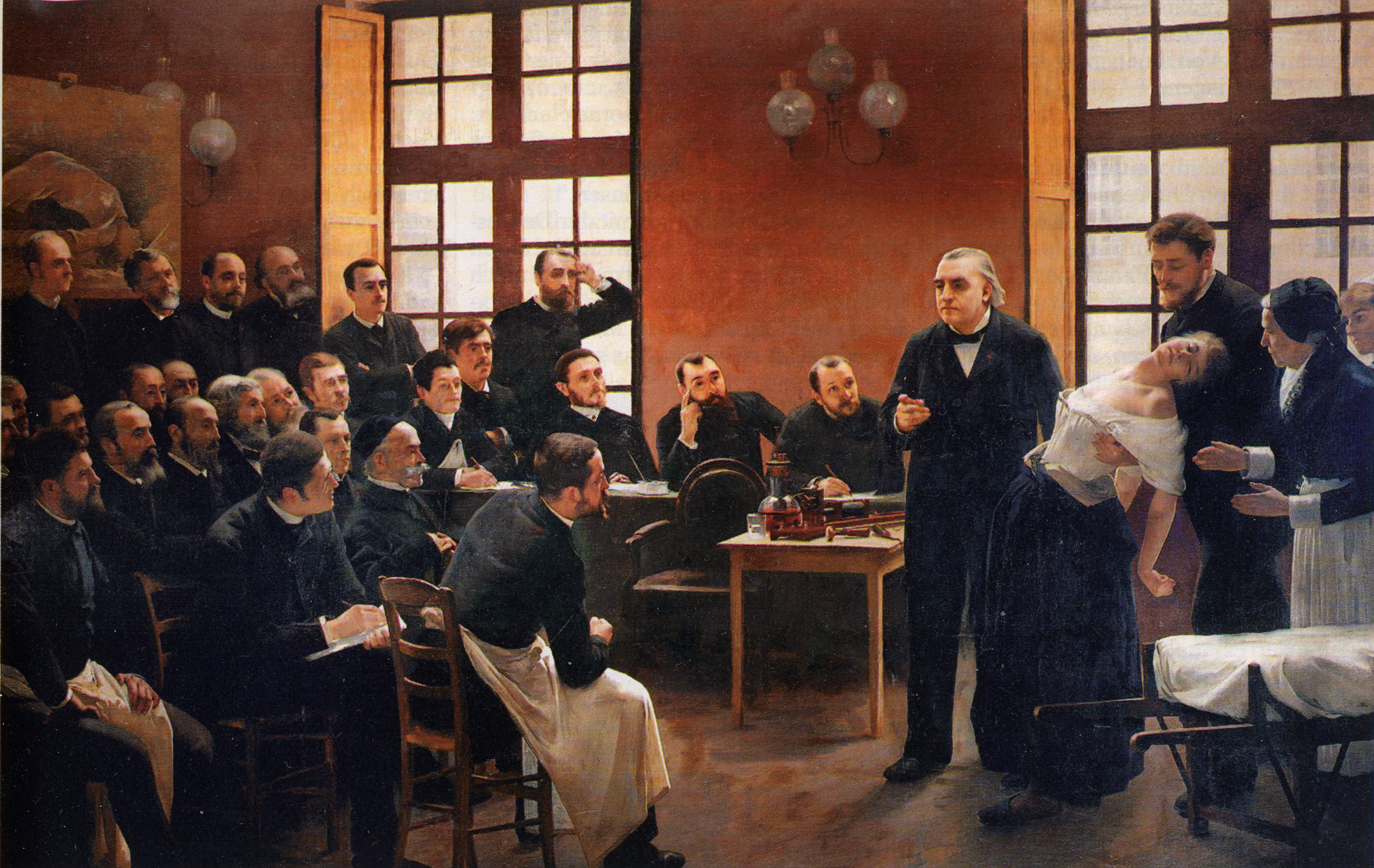
Пьер-Андре Бруйе «Лекция в клинике Сальпетриер» (1887). Шарко читает лекцию об истерии. Женщину, больную истерией (Бланш Витман), в момент припадка с дистонической позой левой руки поддерживает ученик Шарко Жозеф Бабинский

Начиная с 1860 года, он в течение 30 лет руководил кафедрой неврологии медицинского факультета Парижского университета и одновременно заведовал неврологическим отделением больницы. Шарко писал, что к моменту начала его работы в больнице в 1862 году под призрением находились люди всех возрастов: от детей до стариков. Большинство из них были неизлечимо больны, и особенно много было заболеваний нервной системы (около 3 000 пациентов). Это был целый музей живой патологии, ждущей своего описания и классификации. При Шарко в Сальпетриер начинают принимать новых пациентов с нервными расстройствами, в том числе мужчин, создаются новые лаборатории, патолого-анатомический музей, при помощи гипнотического транса он стал бороться с проявлениями истерии. С конца 1870-х годов Шарко начинает изучать гипноз на больных, страдающих истерией. Сальпетриерская школа гипноза (школа Шарко) занималась клиническим применением гипноза, а также изучением его стадий.
В 1885—1886 годах в Сальпетриер работал Зигмунд Фрейд, и считается, что за время короткого пребывания в этом госпитале Фрейд из невролога стал психопатологом. В 1893 году в некрологе, посвящённом своему учителю, Фрейд приводит описание Сальпетриера в эпоху Шарко:
“Le service de M. Charcot” теперь помимо прежних помещений, занимаемых хроническими больными, охватывало несколько клинических кабинетов, в которых проходил также приём мужчин, огромную амбулаторию, consultation externe, гистологическую лабораторию, музей, отделение электротерапии, глазное и ушное отделение и собственное фотографическое ателье, а также много поводов, для того чтобы надолго привязать к клинике бывших ассистентов и учеников, обеспечив им прочные позиции.
В 1885 году ординатор клиники Жиль де ля Туретт, который был учеником, личным секретарём и врачом своего наставника Шарко, в классической статье обосновал выделение тиков в качестве самостоятельного феномена и представил описание болезни, получившей, по предложению Шарко, название «болезнь тиков Жиля де ля Туретта» (фр. Gilles de la Tourette’s illness). Как он сам писал в предисловии к своему труду, статья была «написана с помощью профессора Шарко».
В 1882—1896 годах лабораторией клинических болезней нервной системы руководил известный патолог Поль Рише, который на основе опыта, приобретённого в больнице, написал ряд работ по физиологии и неврологии.

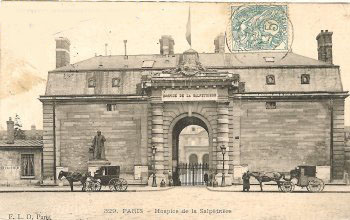
Вход в Сальпетриер (начало XX-го века)

В XIX веке Сальпетриер — крупнейшая женская парижская больница, вмещавшая до 4000 пациенток.

### XX—XXI века
В 1911 году на территорию Сальпетриера была перемещена другая парижская больница — Питье — изначально основанная в 1612 году. В 1964 году был учреждён больничный комплекс Ла-Питье-Сальпетриер, образованный слиянием обеих больниц. Были сформированы специализированные подразделения. В 1966 году при Сальпетриере открылись учебные курсы для санитаров и медсестёр. В 1972 году появилось отделение хирургии, в 1985 — педиатрии. В 2000 году был построен современный центр кардиологии.
В настоящее время Сальпетриер является широкопрофильным медицинским учреждением. Его подразделения включают 90 зданий, расположенных на территории площадью 33 гектара.
31 августа 1997 года принцесса Диана, которая попала в автомобильную катастрофу, была доставлена с места происшествия (в туннеле перед мостом Альма на набережной Сены) в больницу Сальпетриер, где скончалась через два часа.

## Архитектура

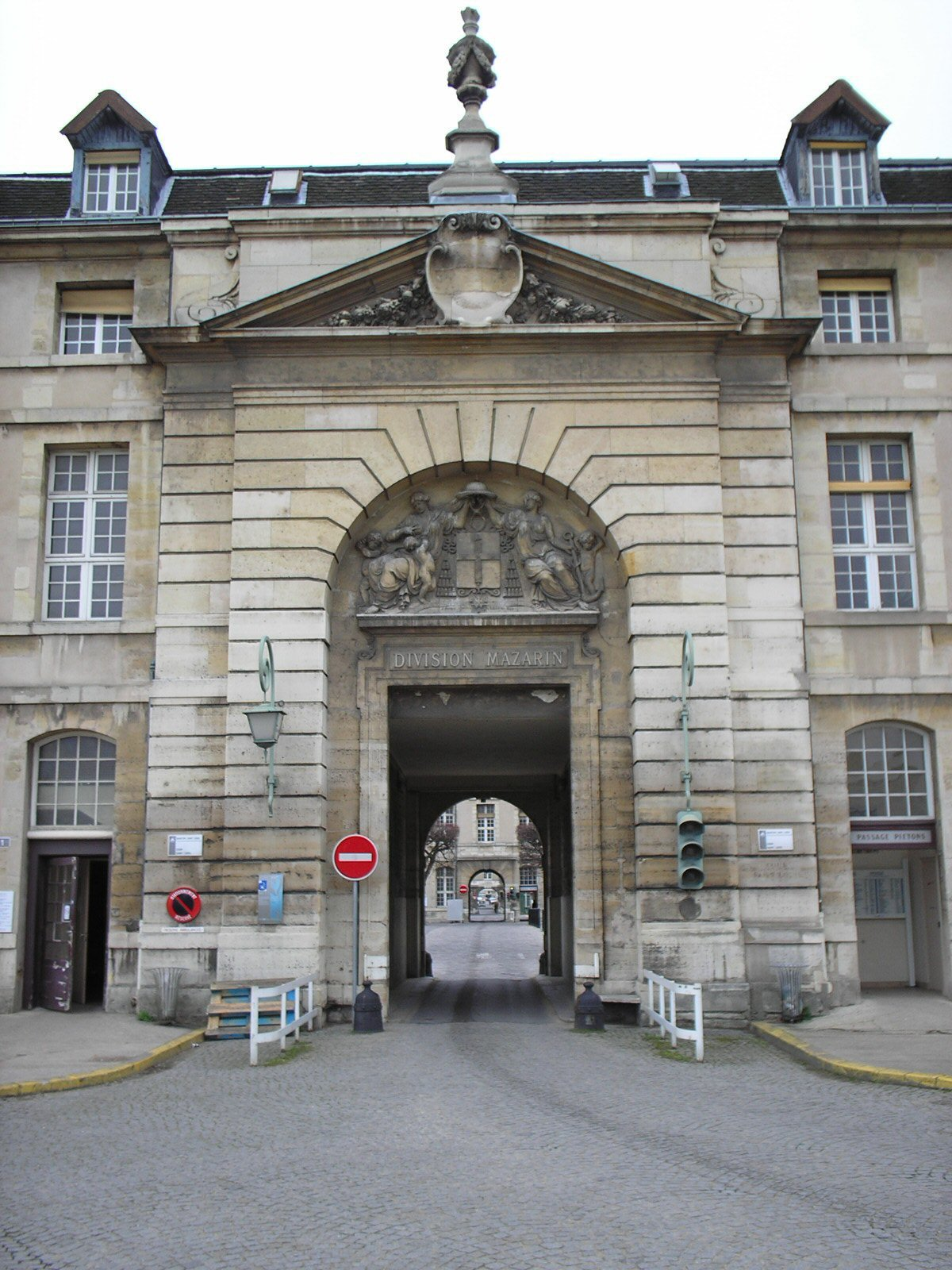
Ворота, ведущие на территорию больничного комплекса Сальпетриер

Архитектурный план больничного комплекса сосредоточен вокруг исторической часовни в форме греческого креста. Новый комплекс Сальпетриер создан по модели города-сада и состоит из нескольких павильонов. Все павильоны соединены между собой сетью подземных тоннелей. В распоряжении стационарного отделения имеется несколько помещений на 1826 мест.

## Известные врачи

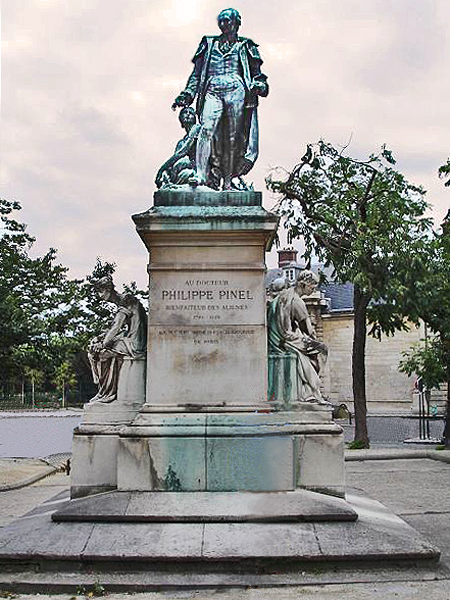
Памятник Ф. Пинелю на территории больницы

В хронологическом порядке (в скобках годы жизни):
- Пюссен, Жан-Батист (фр. Jean-Baptiste Pussin) (1745—1811);
- Пинель, Филипп (1745—1826);
- Эскироль, Жан-Этьен Доминик (1772—1840);
- Жорже, Этьен-Жан (1795—1828);
- Ласег, Эрнест Шарль (1816—1883);
- Шарко, Жан Мартен (1825—1893) — самый известный из врачей больницы;
- Ландре-Бове, Огюстен Жакоб (англ. Augustin Jacob Landré-Beauvais) (1772—1840), автор первого описания ревматоидного артрита;
- Вульпиан, Альфред (1826—1893);
- Люис, Жюль Бернар (1828—1897) — невролог и психиатр;
- Брес, Мадлен (1842—1921) — первая француженка, получившая диплом доктора медицинских наук;
- Рише, Поль (1849—1933);
- Сегон, Поль (фр. Paul Segond) (1851—1912);
- Фрейд, Зигмунд (1856—1939) — на протяжении четырёх месяцев, начиная с октября 1885 года, ученик Шарко;
- Бабинский, Жозеф (1857—1932);
- Жане, Пьер Мария Феликс (1859—1947) — психолог.

## В литературе

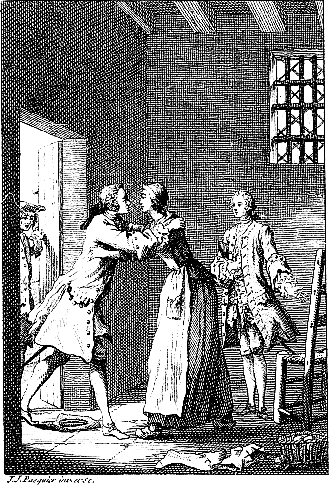
Свидание Манон Леско и кавалера де Гриё в Сальпетриере. Иллюстрация издания романа аббата Прево «Манон Леско» 1753 г.

- «История кавалера де Грие и Манон Леско» — роман французского писателя аббата Прево.
- «Отверженные» — роман Виктора Гюго.
- «Зал П» — пьеса Катарины Фростенсон.
- «Книга о Бланш и Мари» — роман Пера Улова Энквист. Одной из главных героинь книги является Бланш Витман (Blanche Wittman, 1859—1913) — знаменитая пациентка Шарко, которую он часто привлекал на публичные лекции для демонстрации истерических припадков (её даже называли «королевой истерии»). Именно она изображена на картине Пьера-Андре Бруйе «Лекция в клинике Сальпетриер» (1887).

## В кинематографе
- «Клео от 5 до 7» — французский кинофильм режиссёра Аньес Варда.
- «Бал безумных женщин» — историческая драма-триллер 2021 года